# جامعة ليل - شمال فرنسا
جامعة ليل الشمالية (بالفرنسية:Université Lille - Nord-de-France) هي مجمع سابق من الجامعات في مدينة ليل. تعود جذورها إلى عام 1562. كان عدد المنتسبين فيها قرابة 115,000 طالب.

## معرض الصور

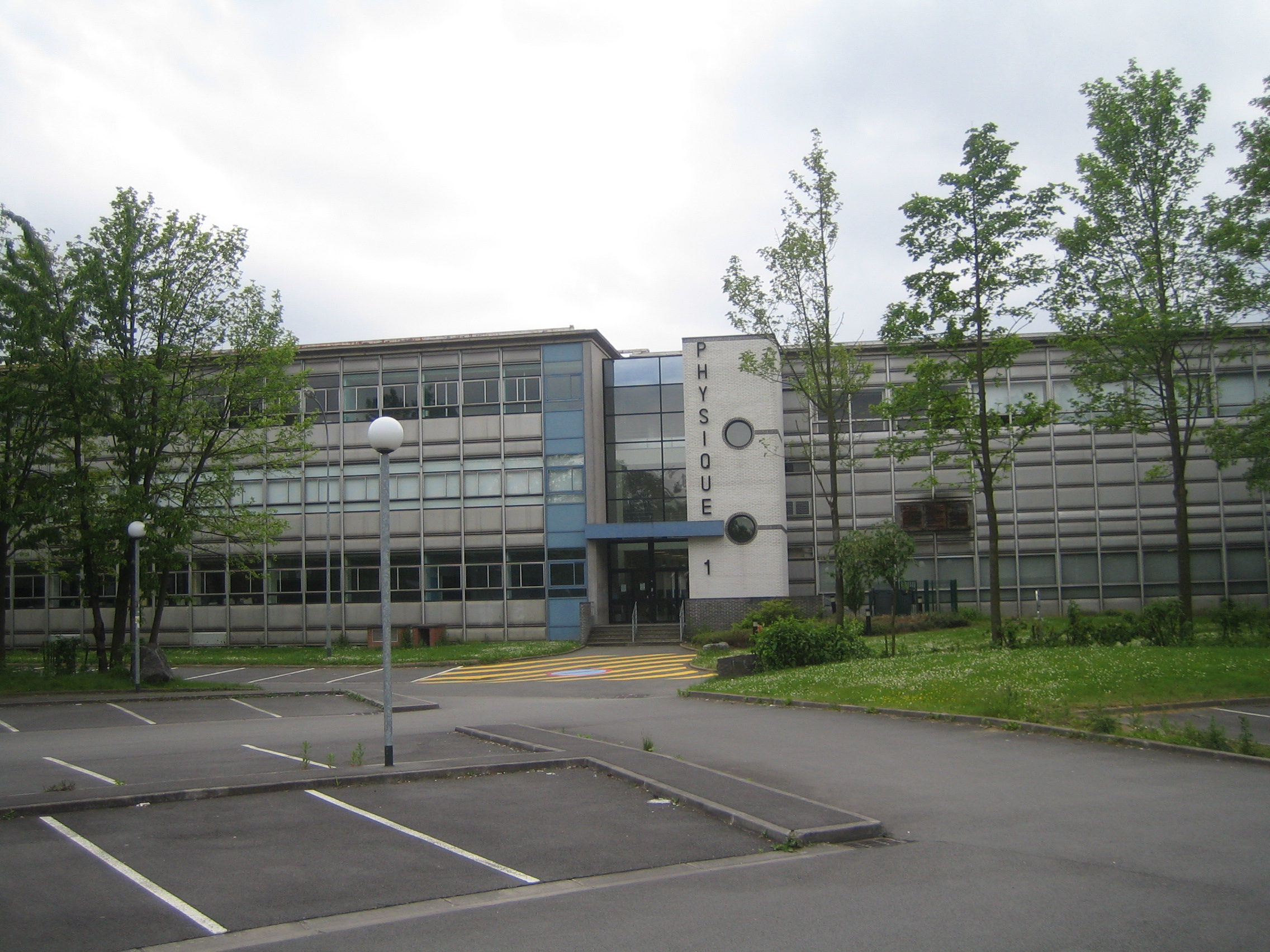
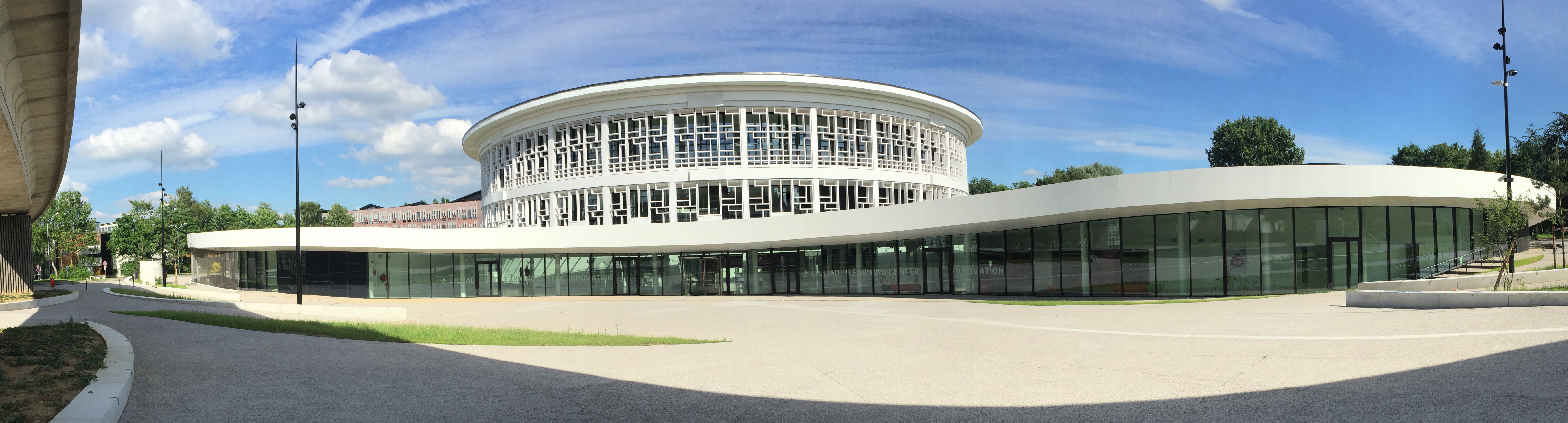
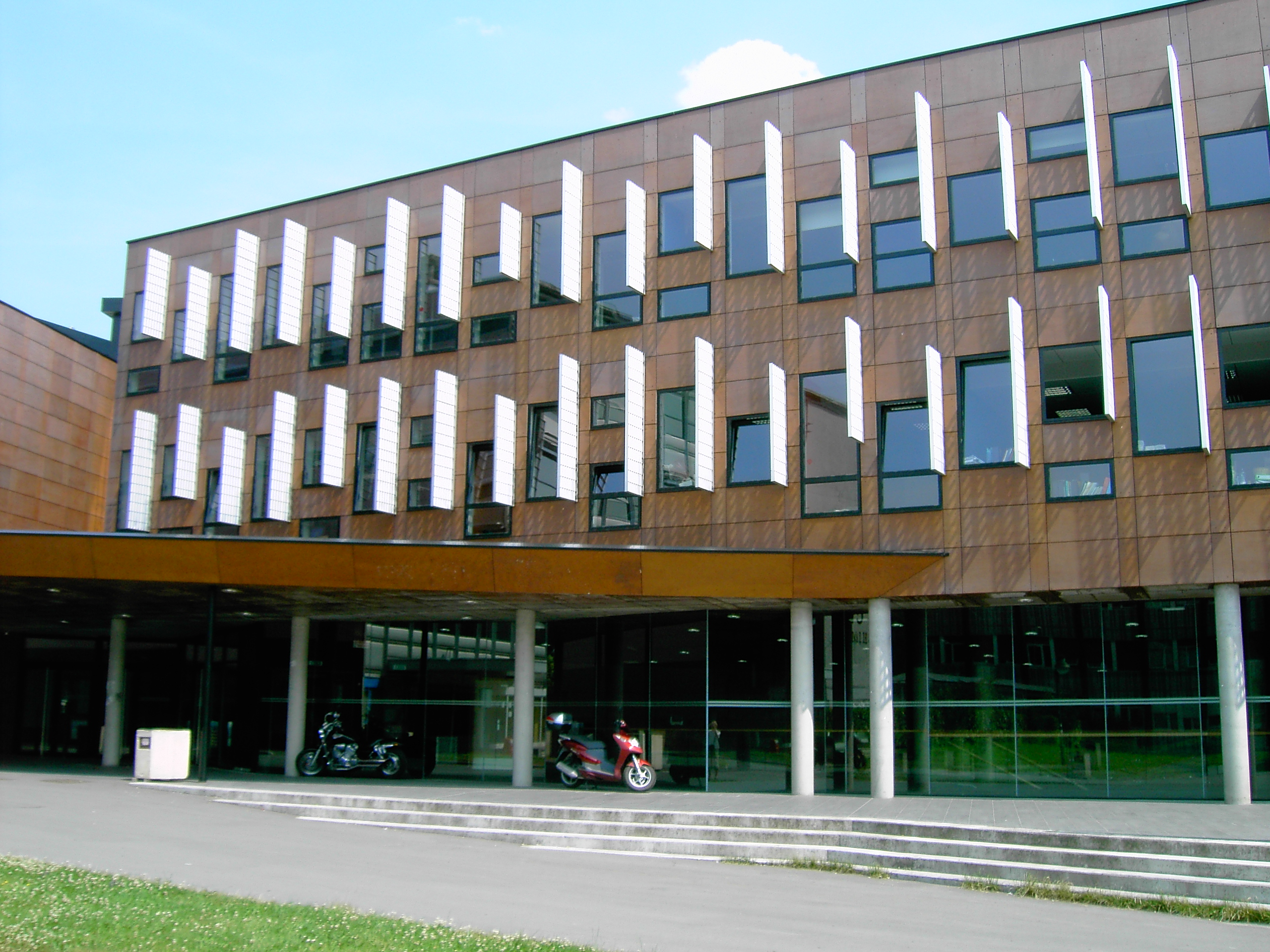
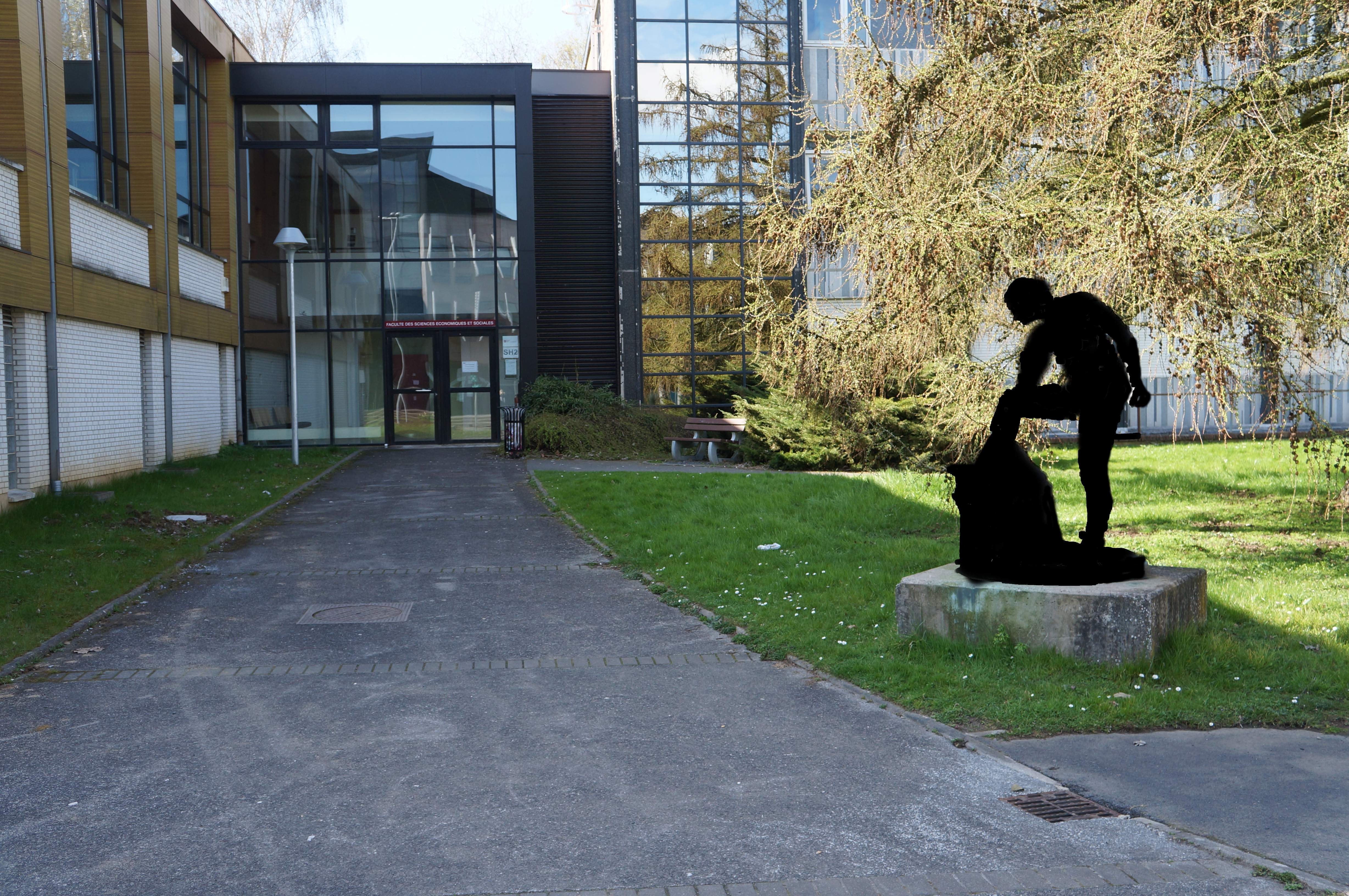
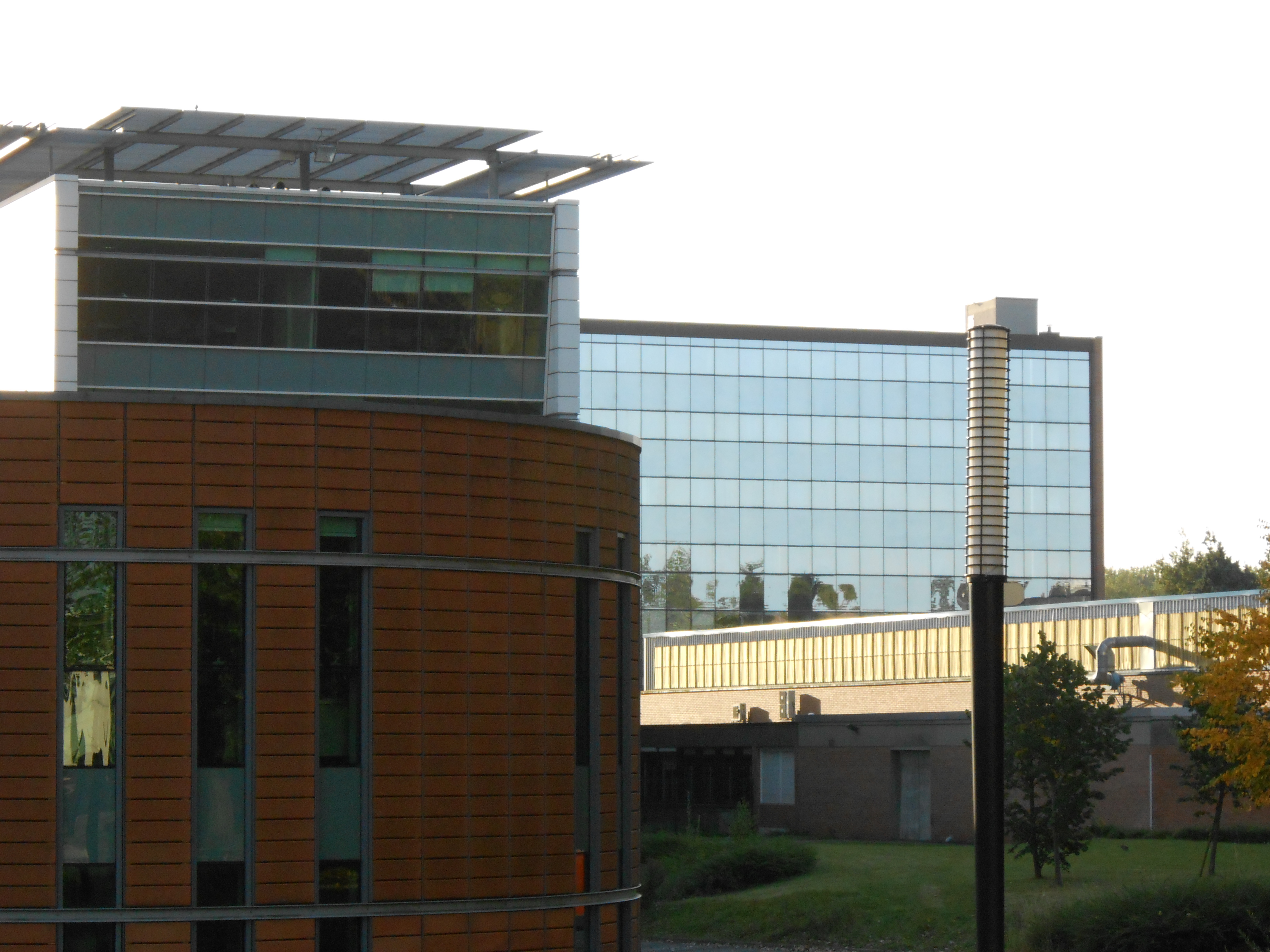

## وصلات خارجية
- موقع ويب تحرير جامعة ليل نسخة محفوظة 23 أكتوبر 2008 على موقع واي باك مشين.

لم يتم العثور على روابط لمواقع التواصل الاجتماعي.